# Lethbridge-Est
Circonscription électorale provinciale du Canada
Lethbridge-Est est une circonscription électorale provinciale de l'Alberta (Canada), située dans le sud de la province. Elle comprend la moitié est de Lethbridge. Son député actuel est la Néo-démocrate Maria Fitzpatrick.

## Liste des députés
| Années | Années          | Député             | Parti politique           |
| ------ | --------------- | ------------------ | ------------------------- |
|        | 1971 - 1975     | John Anderson      | Créditiste                |
|        | 1975 - 1979     | Archibald Johnston | Progressiste-conservateur |
|        | 1979 - 1982     | Archibald Johnston | Progressiste-conservateur |
|        | 1982 - 1986     | Archibald Johnston | Progressiste-conservateur |
|        | 1986 - 1989     | Archibald Johnston | Progressiste-conservateur |
|        | 1989 - 1993     | Archibald Johnston | Progressiste-conservateur |
|        | 1993 - 1997     | Ken Nichol         | Libéral                   |
|        | 1997 - 2001     | Ken Nichol         | Libéral                   |
|        | 2001 - 2004     | Ken Nichol         | Libéral                   |
|        | 2004 - 2008     | Bridget Pastoor    | Libéral                   |
|        | 2008 - 2011     | Bridget Pastoor    | Libéral                   |
|        | 2011 - 2012     | Bridget Pastoor    | Progressiste-conservateur |
|        | 2012 - 2015     | Bridget Pastoor    | Progressiste-conservateur |
|        | 2015 - (actuel) | Maria Fitzpatrick  | Néo-démocrate             |